# Kunimi
Kunimi (jap. 国見町 Kunimi-machi) – miasto w Japonii, na wyspie Honsiu, w prefekturze Fukushima. Według danych na rok 2020 miejscowość zamieszkiwało 8 639 mieszkańców , a gęstość zaludnienia wyniosła 227,6 os./km².